# Martin Koolhoven
Martin Koolhoven (L'Aia, 25 aprile 1969) è un regista e sceneggiatore olandese.

## Biografia
Koolhoven è cresciuto nel Westland e si è trasferito ad Asten nel 1980. Ha iniziato a lavorare nel campo della produzione audiovisiva con immagini e sonoro, sviluppando ulteriormente la formazione professionale superiore audiovisiva a Sittard, dove è rimasto per due anni prima di partire per Bruxelles per studiare presso l'accademia cinematografica belga di Sint Lucas. Ha abbandonato questa formazione e ha poi lavorato per diversi mesi nel penitenziario Maashegge a Overloon, nella provincia del Brabante Settentrionale. Successivamente ha studiato all'Accademia cinematografica di Amsterdam. Nell'accademia, Koolhoven ha lavorato con persone che sarebbero poi diventate suoi frequenti collaboratori (il montatore Job ter Burg e il direttore della fotografia Menno Westendorp), e nel 1996 si è laureato in regia e sceneggiatura.

## Filmografia

### Cinema
- Chess (1993) - cortometraggio
- KOEKOEK! (1995) – cortometraggio
- De Orde Der Dingen (1996) – cortometraggio
- AmnesiA (2001)
- De grot (2001)
- South (2004)
- Het Schnitzelparadijs (2005)
- Knetter (2005)
- ’N Beetje Verliefd (2006)
- Oorlogswinter (2008)
- Brimstone (2016)

### Televisione
- Duister licht - film TV (1997)
- Suzy Q - film TV (1999)
- Koefnoen - sketch comedy show (2007)
- De kijk van Koolhoven - serie TV/documentario (2018)